# Divizia B 1962–1963
Divizia B 1962–1963 a fost al 23-lea sezon al celui de-al doilea nivel al sistemului de ligi ale fotbalului românesc.

## Formatul
Formatul a fost menținut la trei serii, fiecare dintre ele având 14 echipe. La sfârșitul sezonului, câștigătorii seriei au promovat în Divizia A, iar ultimele patru locuri din fiecare serie au retrogradat în Divizia C.<cerf.ro/_bviziaman 2_63.shtml romaniansoccer.ro]</ref>

## Schimbări de echipe
| În Divizia B Promovate din Campionatul Regional AS Cugir Dinamo Tecuci IMU Medgidia Metalul Turnu Severin Progresul Alexandria Unirea Dej Retrogradate din Divizia A Jiul Petroșani Metalul Târgoviște Dinamo Pitești | Din Divizia B Retrogradate în Campionatul Regional Dinamo Suceava Olimpia București Rapid Târgu Mureș Steaua Roșie Bacău Portul Constanța Corvinul Hunedoara Promovate în Divizia A CSMS Iași Farul Constanța Crișana Oradea |

### Echipe redenumite
CFR Arad a fost redenumit CFR-IRTA Arad.
Chimia Govora a fost redenumită Unirea Râmnicu Vâlcea.
CSM Mediaș a fost redenumit Gaz Metan Mediaș.
CSM Baia Mare a fost redenumit Minaur actuala echipă F.C. Baia Mare.
CSO Brăila a fost redenumit Progresul Brăila.
CSO Timișoara a fost redenumit CFR Timișoara.
Dinamo Tecuci a fost redenumit Flamura Roșie Tecuci.
Unirea Dej a fost redenumită Steaua Dej.

### Alte echipe
Jiul Petroșani a fost mutat din Petroșani în Petrila și redenumit Jiul Petrila.

## Clasamentele ligii

### Seria I
| Loc | Echipa                      | MJ | V  | E | Î  | GM | GP | DG  | Pct | Promovare sau retrogradare               |
| --- | --------------------------- | -- | -- | - | -- | -- | -- | --- | --- | ---------------------------------------- |
| 1   | Siderurgistul Galați (C, P) | 26 | 15 | 5 | 6  | 46 | 27 | +19 | 35  | Promovarea în Divizia A                  |
| 2   | Metalul Târgoviște          | 26 | 14 | 4 | 8  | 56 | 24 | +32 | 32  |                                          |
| 3   | Foresta Fălticeni           | 26 | 12 | 3 | 11 | 38 | 37 | +1  | 27  |                                          |
| 4   | CFR Pașcani                 | 26 | 12 | 3 | 11 | 35 | 46 | −11 | 27  |                                          |
| 5   | Poiana Câmpina              | 26 | 11 | 4 | 11 | 47 | 39 | +8  | 26  |                                          |
| 6   | Flacăra Moreni              | 26 | 10 | 6 | 10 | 43 | 39 | +4  | 26  |                                          |
| 7   | Carpați Sinaia (R)          | 26 | 11 | 4 | 11 | 38 | 34 | +4  | 26  | Retrogradarea în Campionatul Districtual |
| 8   | Știința Galați              | 26 | 11 | 4 | 11 | 34 | 38 | −4  | 26  |                                          |
| 9   | Prahova Ploiești (R)        | 26 | 11 | 4 | 11 | 31 | 37 | −6  | 26  | Retrogradarea în Campionatul Districtual |
| 10  | Ceahlăul Piatra Neamț       | 26 | 12 | 2 | 12 | 36 | 48 | −12 | 26  |                                          |
| 11  | Progresul Brăila (R)        | 26 | 10 | 4 | 12 | 45 | 49 | −4  | 24  | Retrogradarea în Campionatul Districtual |
| 12  | IMU Medgidia (R)            | 26 | 9  | 5 | 12 | 42 | 41 | +1  | 23  | Retrogradarea în Campionatul Districtual |
| 13  | Rapid Focșani (R)           | 26 | 8  | 2 | 16 | 24 | 51 | −27 | 18  | Retrogradarea în Divizia C               |
| 14  | Flamura Roșie Tecuci (R)    | 26 | 6  | 4 | 16 | 33 | 56 | −23 | 16  | Retrogradarea în Divizia C               |

### Serie II
| Loc | Echipa                    | MJ | V  | E | Î  | GM | GP | DG  | Pct | Promovare sau retrogradare |
| --- | ------------------------- | -- | -- | - | -- | -- | -- | --- | --- | -------------------------- |
| 1   | Dinamo Pitești (C, P)     | 26 | 16 | 4 | 6  | 56 | 24 | +32 | 36  | Promovarea în Divizia A    |
| 2   | CSM Reșița                | 26 | 14 | 4 | 8  | 65 | 33 | +32 | 32  |                            |
| 3   | CSM Sibiu                 | 26 | 14 | 3 | 9  | 48 | 39 | +9  | 31  |                            |
| 4   | Chimia Făgăraș            | 26 | 13 | 2 | 11 | 48 | 45 | +3  | 28  |                            |
| 5   | Știința Craiova           | 26 | 9  | 8 | 9  | 49 | 41 | +8  | 26  |                            |
| 6   | Unirea Râmnicu Vâlcea     | 26 | 9  | 8 | 9  | 29 | 28 | +1  | 26  |                            |
| 7   | Gaz Metan Mediaș          | 26 | 11 | 4 | 11 | 41 | 45 | −4  | 26  |                            |
| 8   | Știința București         | 26 | 10 | 6 | 10 | 39 | 47 | −8  | 26  |                            |
| 9   | Metalul București         | 26 | 11 | 3 | 12 | 32 | 27 | +5  | 25  |                            |
| 10  | Tractorul Brașov          | 26 | 12 | 1 | 13 | 41 | 48 | −7  | 25  |                            |
| 11  | Dinamo Obor București (R) | 26 | 9  | 5 | 12 | 42 | 43 | −1  | 23  | Retrogradarea în Divizia C |
| 12  | Progresul Alexandria (R)  | 26 | 8  | 7 | 11 | 33 | 57 | −24 | 23  | Retrogradarea în Divizia C |
| 13  | CFR Roșiori (R)           | 26 | 9  | 4 | 13 | 26 | 41 | −15 | 22  | Retrogradarea în Divizia C |
| 14  | Metalul Turnu Severin (R) | 26 | 5  | 5 | 16 | 32 | 63 | −31 | 15  | Retrogradarea în Divizia C |

### Serie III
| Loc | Echipa               | MJ | V  | E | Î  | GM | GP | DG  | Pct | Promovare sau retrogradare |
| --- | -------------------- | -- | -- | - | -- | -- | -- | --- | --- | -------------------------- |
| 1   | Crișul Oradea (C, P) | 26 | 14 | 9 | 3  | 44 | 22 | +22 | 37  | Promovarea în Divizia A    |
| 2   | CFR Timișoara        | 26 | 13 | 4 | 9  | 52 | 50 | +2  | 30  |                            |
| 3   | F.C. Baia Mare       | 26 | 14 | 1 | 11 | 44 | 35 | +9  | 29  |                            |
| 4   | IS Câmpia Turzii     | 26 | 11 | 6 | 9  | 45 | 44 | +1  | 28  |                            |
| 5   | CSM Cluj             | 26 | 10 | 7 | 9  | 40 | 30 | +10 | 27  |                            |
| 6   | Cugir                | 26 | 10 | 7 | 9  | 34 | 37 | −3  | 27  |                            |
| 7   | Jiul Petrila         | 26 | 9  | 8 | 9  | 36 | 24 | +12 | 26  |                            |
| 8   | Arieșul Turda        | 26 | 9  | 8 | 9  | 30 | 31 | −1  | 26  |                            |
| 9   | Mureșul Târgu Mureș  | 26 | 10 | 6 | 10 | 27 | 29 | −2  | 26  |                            |
| 10  | ASMD Satu Mare       | 26 | 9  | 8 | 9  | 26 | 29 | −3  | 26  |                            |
| 11  | Recolta Carei (R)    | 26 | 8  | 7 | 11 | 40 | 48 | −8  | 23  | Retrogradarea în Divizia C |
| 12  | Vagonul Arad (R)     | 26 | 7  | 8 | 11 | 28 | 32 | −4  | 22  | Retrogradarea în Divizia C |
| 13  | Steaua Dej (R)       | 26 | 7  | 8 | 11 | 32 | 51 | −19 | 22  | Retrogradarea în Divizia C |
| 14  | CFR-IRTA Arad (R)    | 26 | 5  | 5 | 16 | 27 | 43 | −16 | 15  | Retrogradarea în Divizia C |